# Герб Еланду
Герб Еланду (швед. Ölands vapen) — символ історичної провінції (ландскапу) Еланд.
Також використовується як елемент символу сучасного адміністративно-територіального утворення лену Кальмар.

## Історія
Герб ландскапу відомий з опису похорону короля Густава Вази 1560 року.
Перше зображення виявлене в рукописі 1562 року, на якому олень має інше забарвлення рогів. У 1569 році для Аландських островів прийнято герб із двома оленями на всіяному трояндами синьому полі.
Це призвело до помилки при перегляді гербів 1884 року й такий символ затверджено для Еланду. Лише 1944 року цю помилку виправлено й відновлено первісний вигляд герба провінції, а оленеві додано червоний комір (для відміни від символу Аландських островів).

## Опис (блазон)
У синьому полі золотий олень із червоними рогами, коміром, язиком і копитами.

## Зміст
Герб ландскапу може увінчуватися герцогською короною.